# Convento de las Dueñas

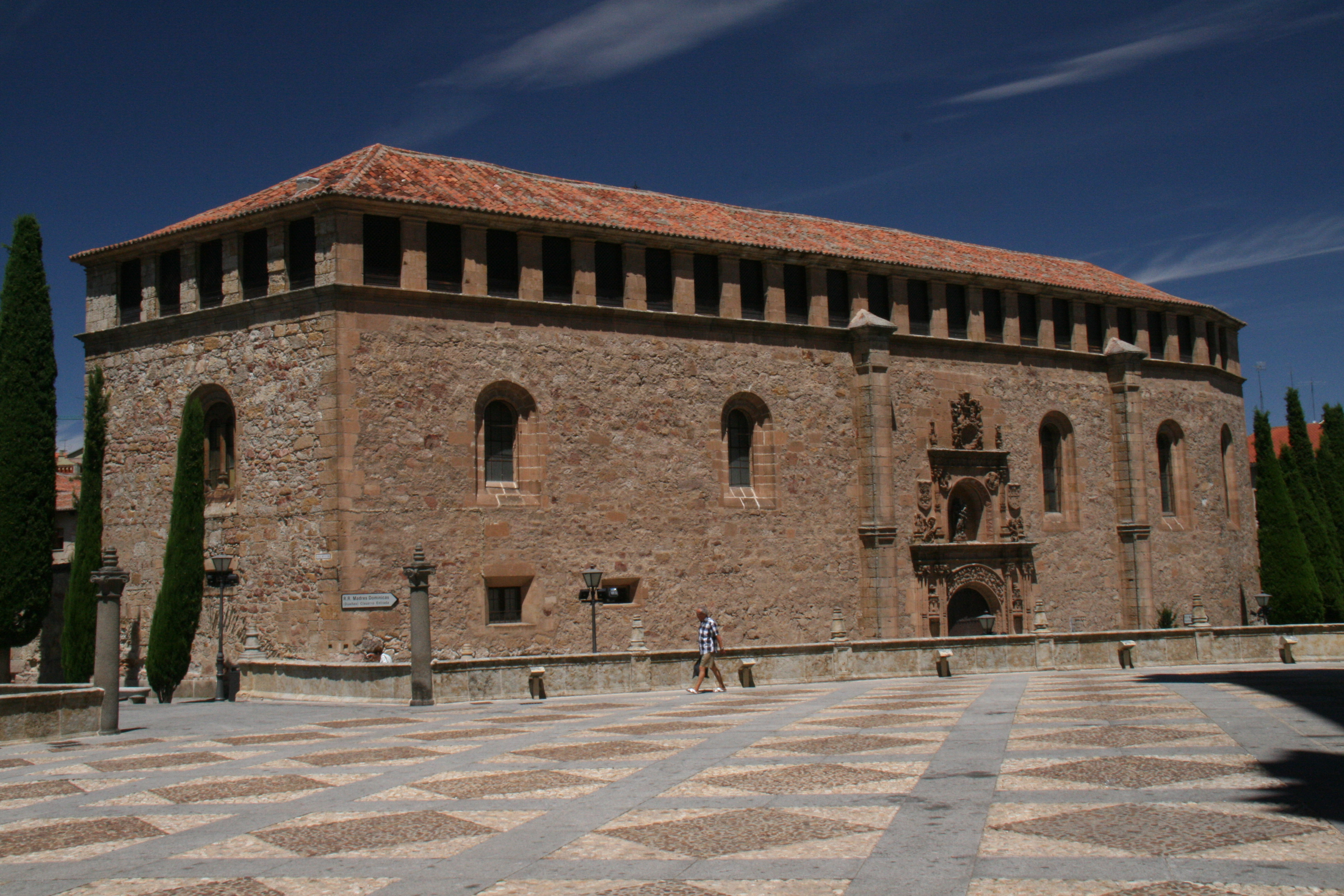

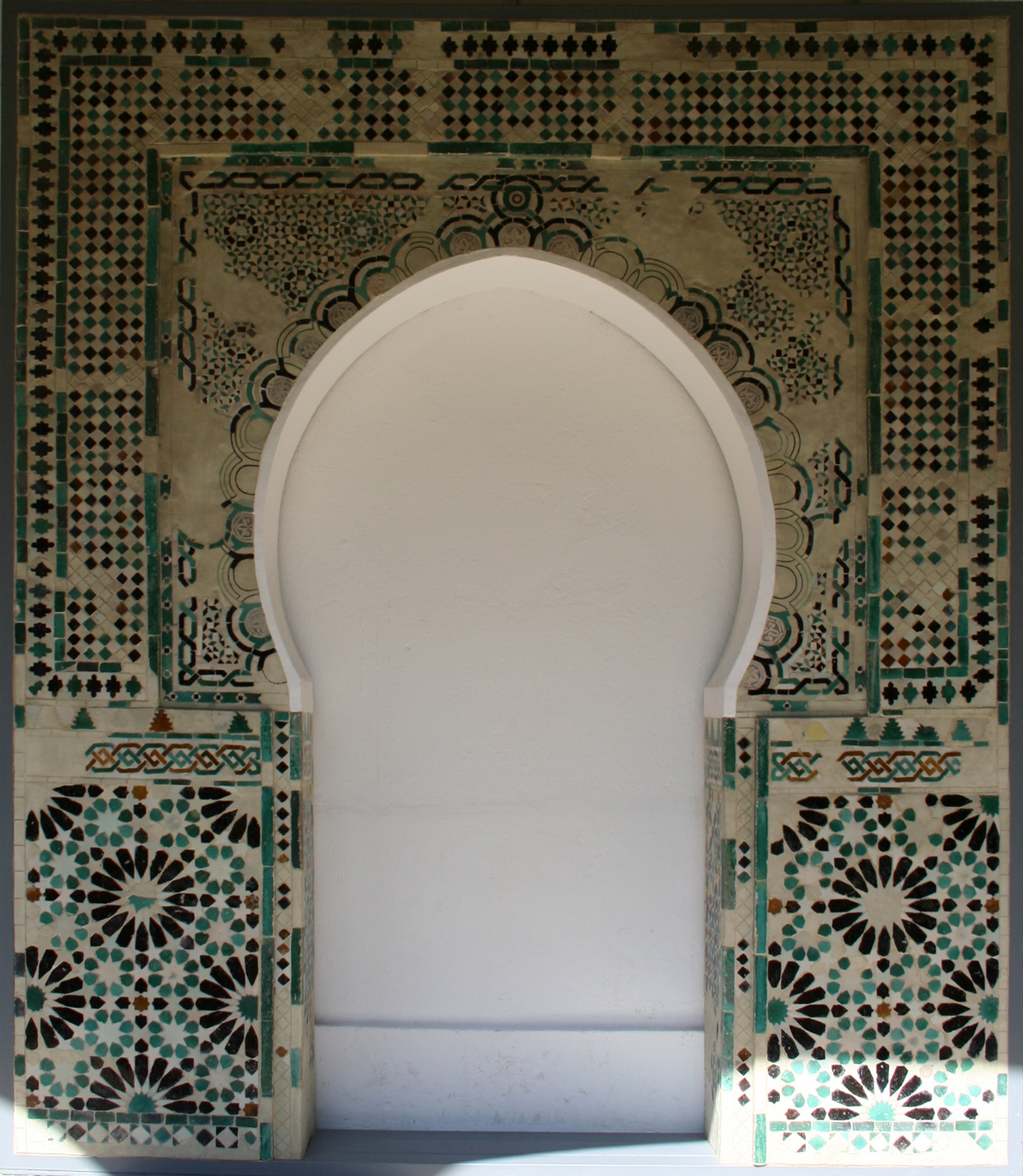
hoefijzerboog uit de 14e eeuw

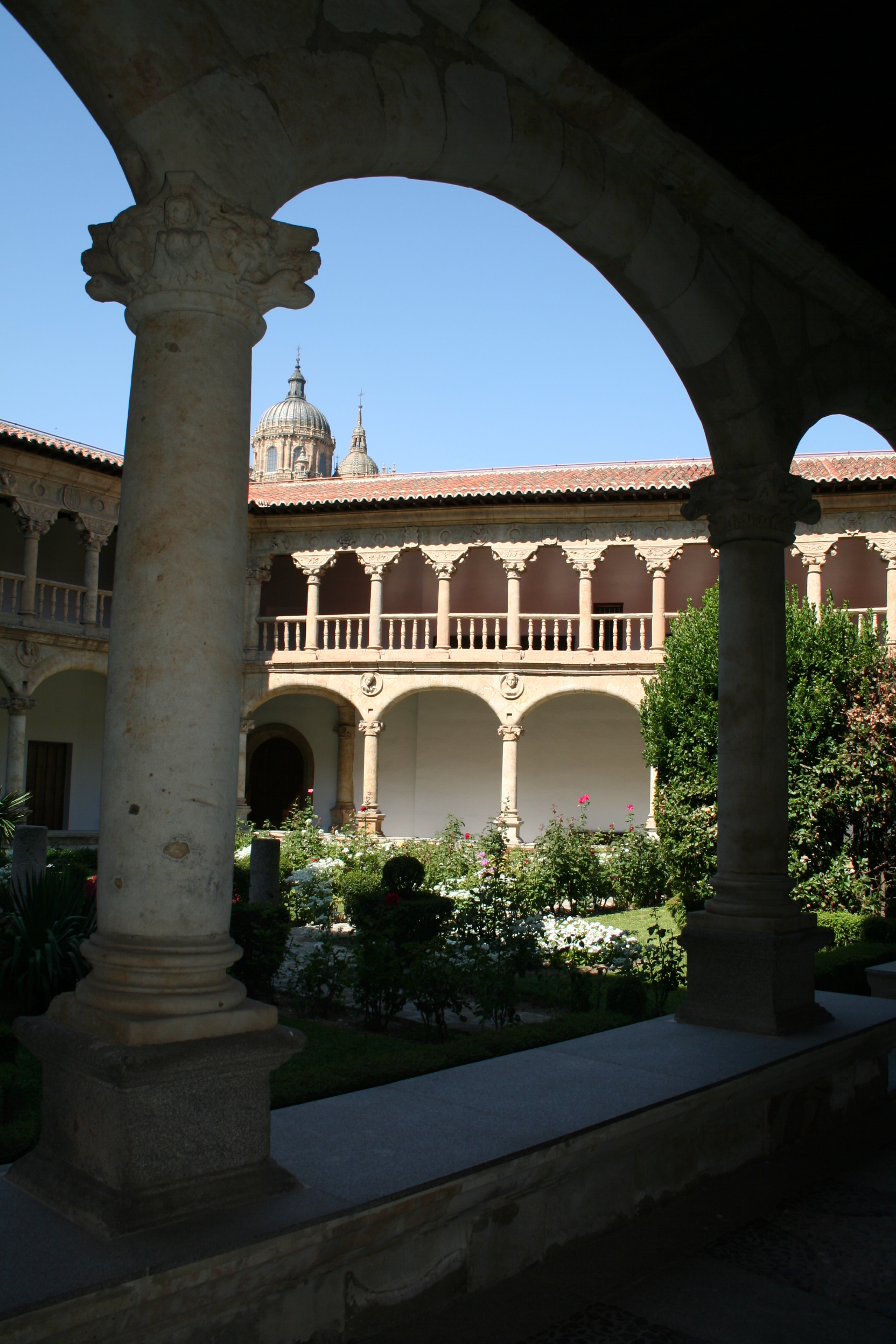

Het Convento de las Dueñas is een klooster in Salamanca (Spanje). Het is een van de hoogtepunten van de renaissancekunst in Salamanca.

## Geschiedenis
Het Convento de Santa María werd opgericht in 1419 door Juana Rodríguez Maldonado, echtgenote van Fernando Alfonso de Olivera, in haar woonhuis. Dit huis was gebouwd door haar eerste echtgenoot, Juan Sanchez de Sevilla, die sinds 1390 schatbewaarder van Castilië was. De stichtster wilde het klooster een religieus toevluchtsoord voor adellijke dames laten zijn, waardoor het al snel de bijnaam Convento de las Dueñas (Nederlands: Klooster van de Meesteressen) kreeg.
Al spoedig na de stichting werd het klooster bewoond door de eerste dominicanessen. Aanvankelijk bewoonden zij een deel van het veertiende-eeuwse paleis, waarvan nu nog slechts resten bewaard zijn, zoals een hoefijzerboog met alfiz uitgevoerd in zwarte en groene azulejo's. In 1533 werden op dezelfde plaats de kerk en het klooster gebouwd die de kloosterorde tot op de dag van vandaag betrekt.

## Architectuur
De kerk is het werk van de dominicaanse monnik Fray Martin de Santiago en heeft een enkel schip overdekt door zeven stergewelven.
Het schitterende klooster is ongetwijfeld het belangrijkste deel van het Convento de las Dueñas. Omdat bij de constructie ervan rekening gehouden moest worden met de al bestaande gebouwen, heeft het de vorm gekregen van een onregelmatige vijfhoek, waarvan de kleinste kant slechts twee bogen telt. Het heeft twee verdiepingen en is architectonisch verwant aan het werk van Rodrigo Gil de Hontañón. De onderkant heeft brede bogen op zuilen en medaillons met hoofden in de zwikken. Op de bovenste verdieping staan de zuilen veel dichter op elkaar en is de versiering veel weelderiger. De kapitelen, van een onbekende kunstenaar, hebben een eindeloze fantasie en afwisseling. Fabeldieren en duivels worden in alle mogelijke combinaties en houdingen afgebeeld.

## Galerij

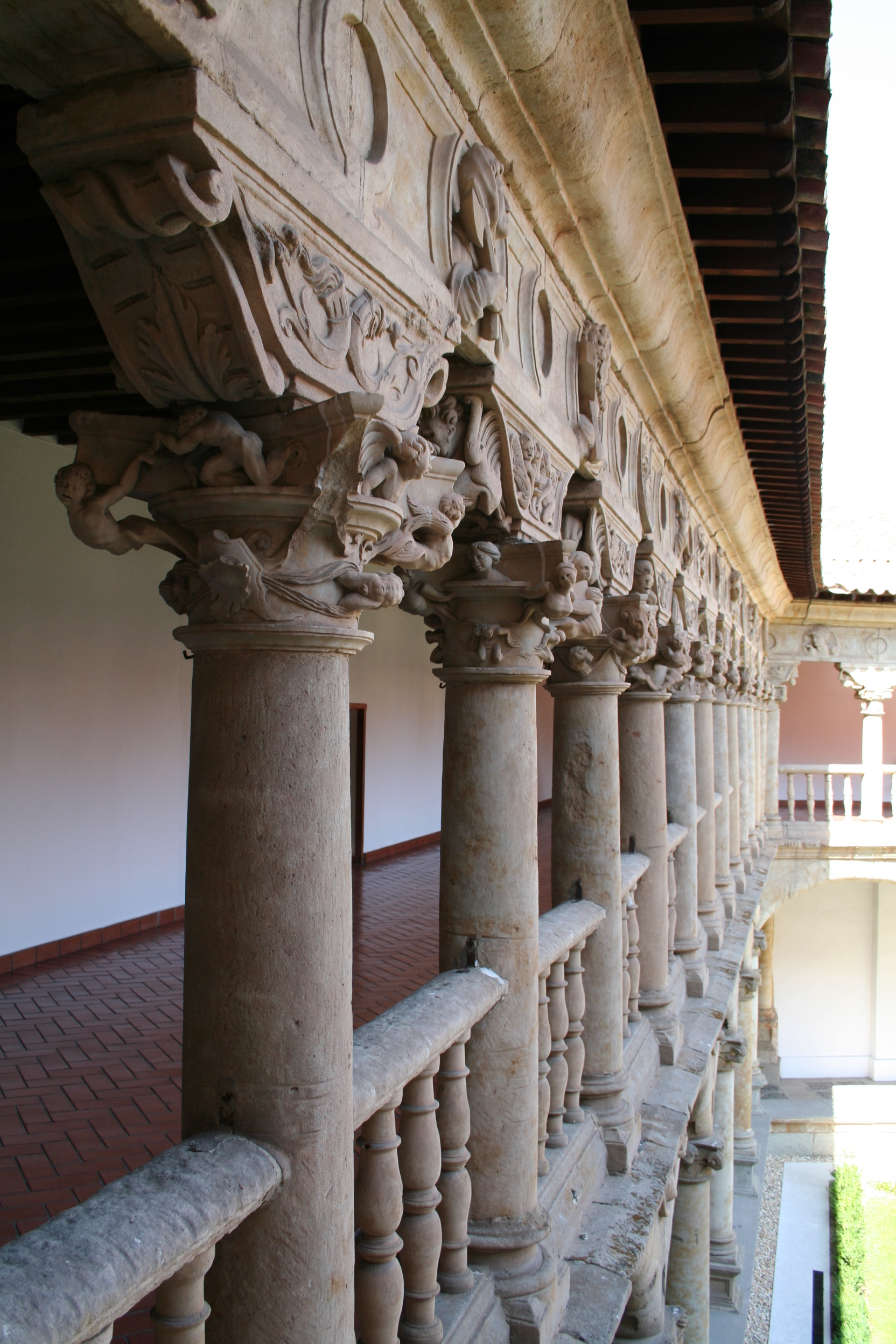
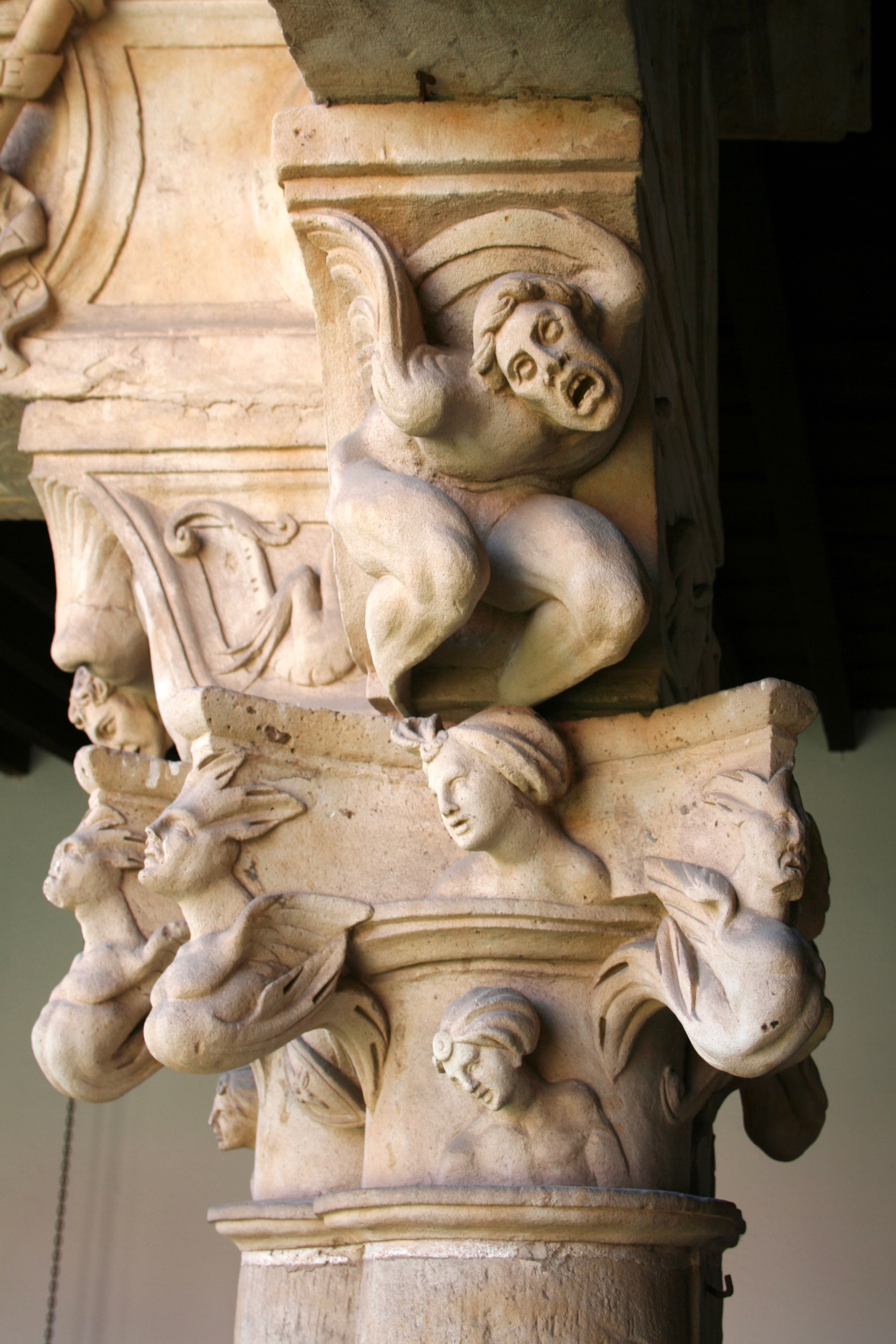
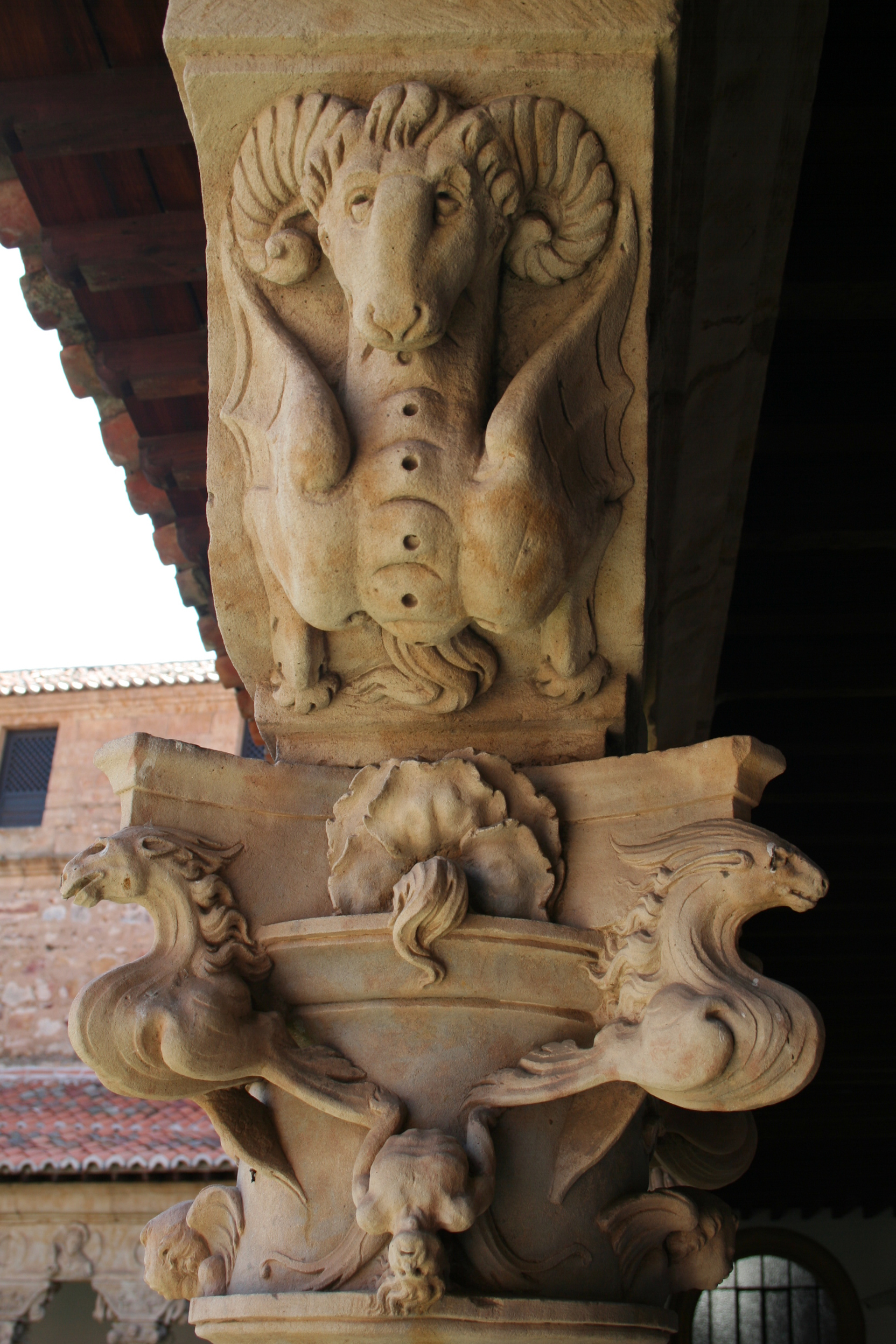
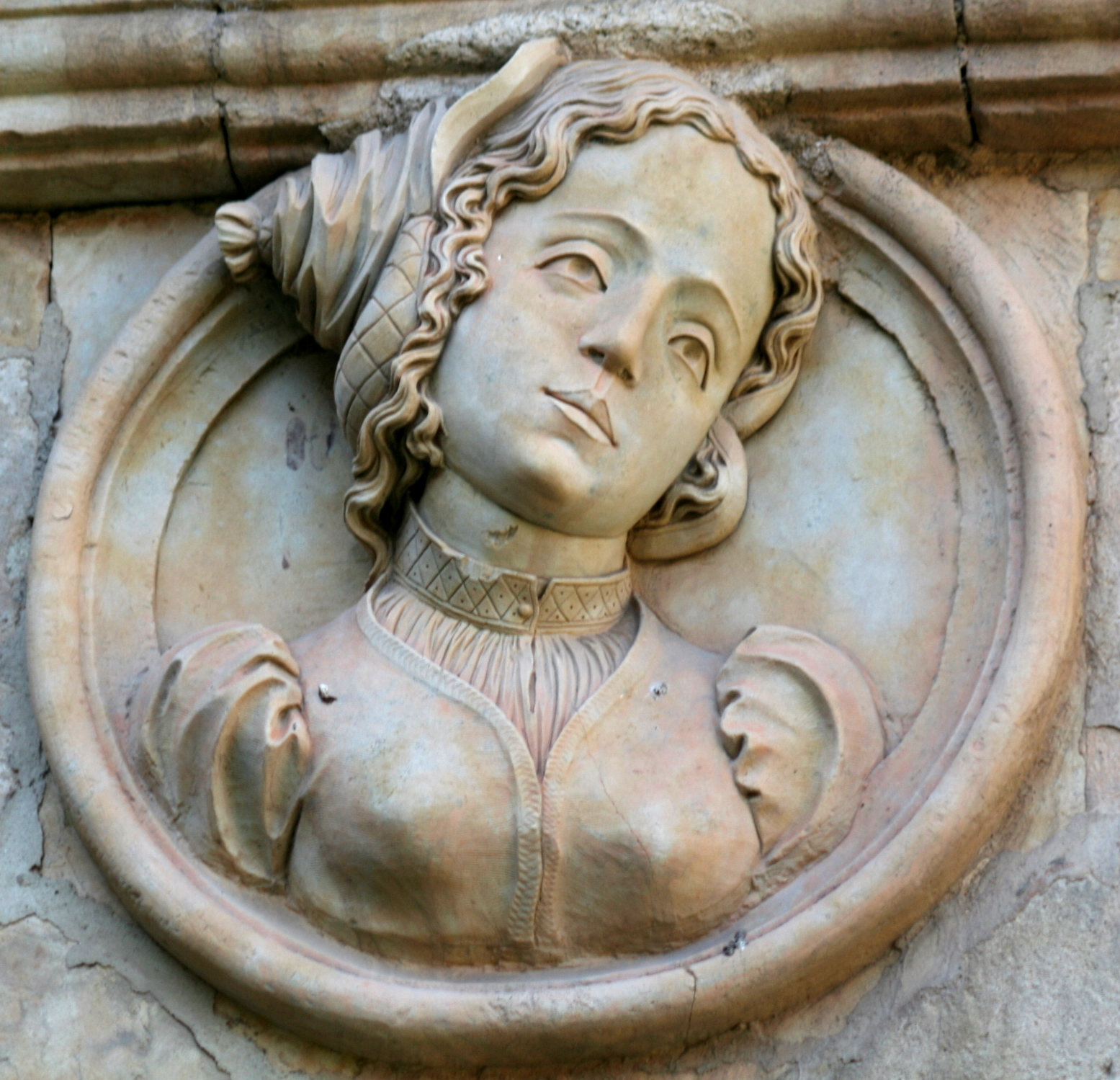
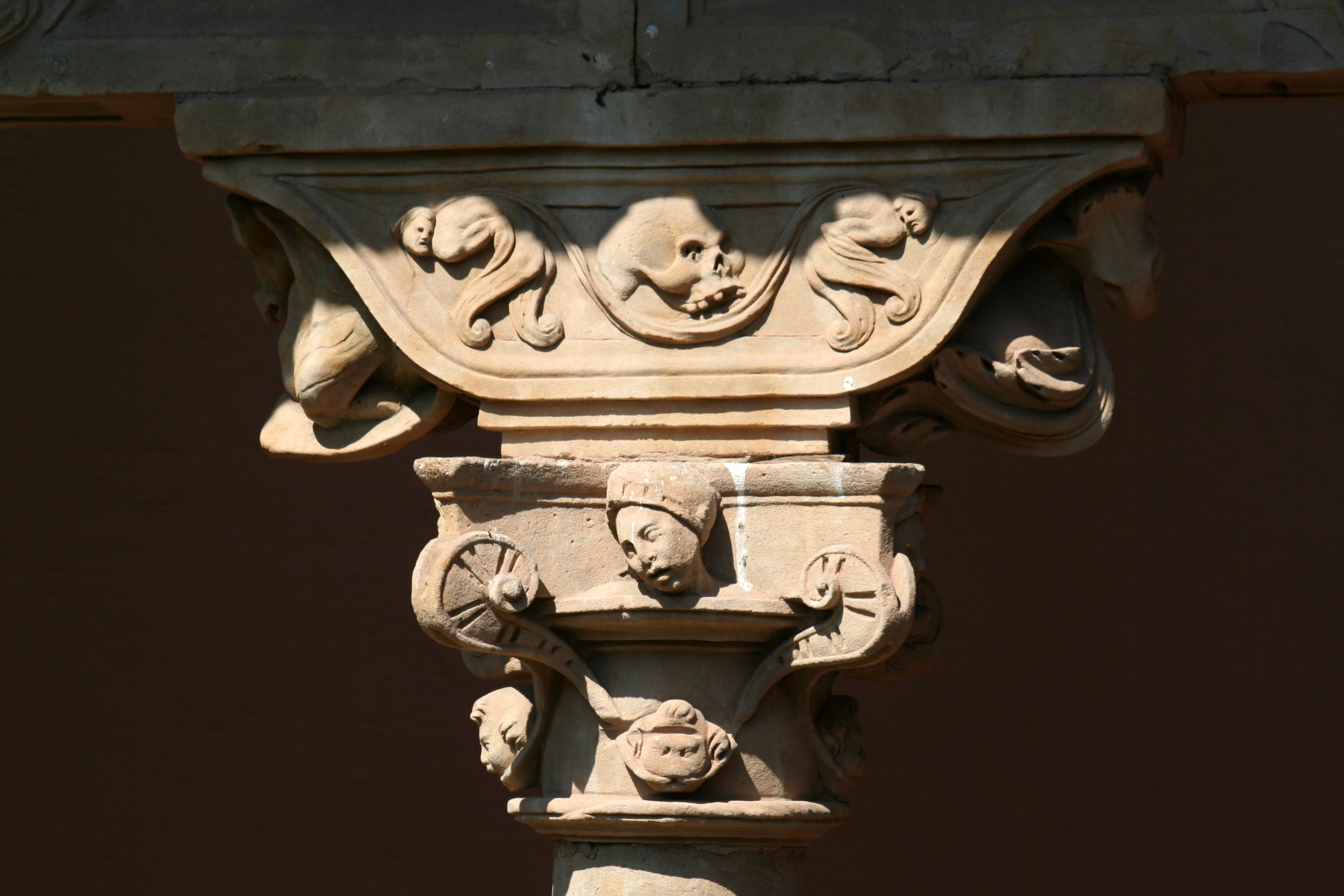